# آلکالا دل ریو
آلکالا دل ریو (به اسپانیایی: Alcalá del Río) یک منطقهٔ مسکونی در اسپانیا است که در سبیا واقع شده‌است. آلکالا دل ریو ۸۱٫۲ کیلومتر مربع مساحت دارد ۳۰ متر بالاتر از سطح دریا واقع شده‌است.

## خواهرخوانده
شهر آرتنا خواهرخواندهٔ آلکالا دل ریو هست.